# Hoffenheim
Hoffenheim est une localité située en République fédérale d'Allemagne dans le Land du Bade-Wurtemberg, dans la municipalité de Sinsheim, commune de l'arrondissement de Rhin-Neckar. Hoffenheim a été rattaché à Sinsheim en 1972.

## Sport

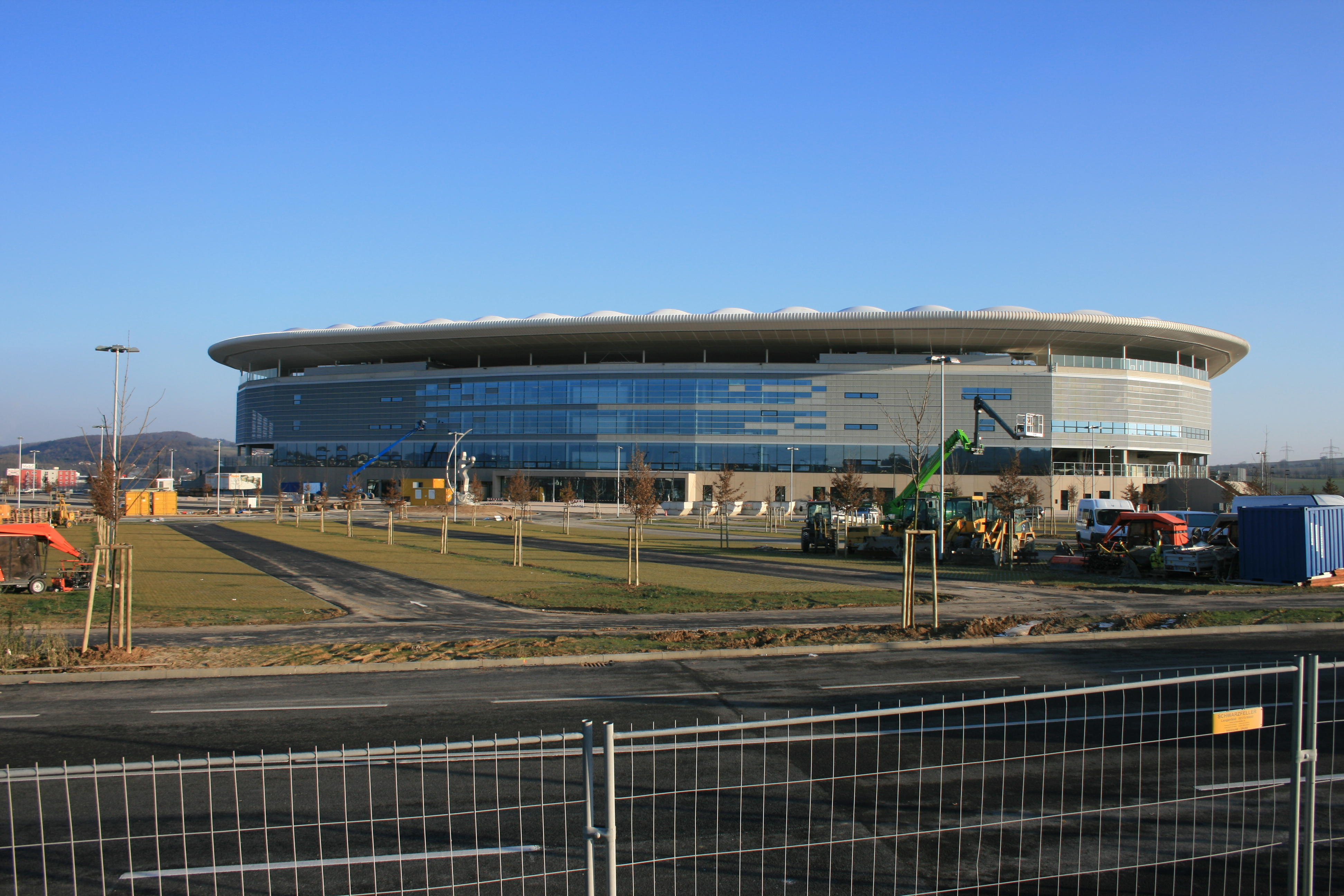
Le Rhein-Neckar-Arena, stade du TSG 1899 Hoffenheim

La ville est connue pour son club de football le TSG 1899 Hoffenheim qui évolue aujourd'hui en Bundesliga, première division allemande.